# 亜門虹彦
亜門 虹彦（あもん にじひこ、1961年〈昭和36年〉1961年12月6日 - ）は、日本の心理アナリスト。

## 略歴
東京都品川区出身。小学校入学と同時に栃木県へ引っ越し、栃木県立栃木高等学校で演劇部に入部。横浜市立大学文理学部に入学後、演劇漬けの日々を送る。横浜市立大学卒業後、就職した会社で心理テストの作り方などを学び、退社後フリーとしての活動を開始。1992年、初の単行本『イマジネーション深層心理テスト』を出版。1998年、パーフェクTV!・キッズステーションの『OH!マイアミーゴ』でテレビ初出演。以来、心理アナリストとしてテレビ・雑誌などで活動している。また、東京・西池袋にある喫茶店「本格珈琲 昭和」のオーナー。
テレビ東京の番組『欅って、書けない?』に第10回よりゲストとして度々出演する様になる。

## 著書
- イマジネーション深層心理テスト（池田書店）
- インスピレーション深層心理テスト（池田書店）
- プライベート恋愛心理ゲーム（池田書店）
- 血液型占い事典（池田書店）
- LQ恋愛指数心理テスト（成美堂出版）
- EQ心理テスト自己診断（成美堂出版）
- 好きな色と形でわかる心理テスト自己診断（成美堂出版）
- 人気をゲット! スクール心理ゲーム（成美堂出版）
- これは盛り上がる! スキッ心理テスト（サンリオ）
- これは面白い! ドキッ心理テスト（サンリオ）
- これは面白い! ドキッ心理テスト（サンリオ）
- これは盛り上がる! スキッ心理テスト（サンリオ）
- 恋愛・性格Super心理テスト（サンリオ）
- う・わ・さの心理ゲーム（青春出版社）
- エンピツ1本! 心理テスト（青春出版社）
- 新・血液型占い（毎日新聞社）
- 童話の心理テスト（大泉書店）
- 色と形の心理テスト（大泉書店）
- 嘘の深層心理（大泉書店）
- 心理テスト 絶体絶命!! ―あなたならどうする?（大泉書店）
- 「こころの遺伝子」診断（飛鳥新社）
- サイコ・エクスプレス（木楽舎）
- 「仕事」と「人間関係」に役立つ心理学101題（英知出版）
- 好かれる人嫌われる人（雄出版）
- 男の下心がわかる心理ゲーム（婦人生活社）
- 女の心を丸裸にする心理ゲーム（婦人生活社）

## 出演
テレビ
- 笑っていいとも!（フジテレビ）
- SASUKE(TBS)
- ダウンタウンDX（日テレ）
- 欅って、書けない?（テレビ東京）
- そこ曲がったら、櫻坂?(テレビ東京)
- 乃木坂工事中（テレビ東京）
- AKBINGO!（日テレ）
- 村上マヨネーズのツッコませて頂きます!（フジテレビ）
- ゴゴスマ -GO GO!Smile!-（CBCテレビ） ほか